# Bedřich Kubice

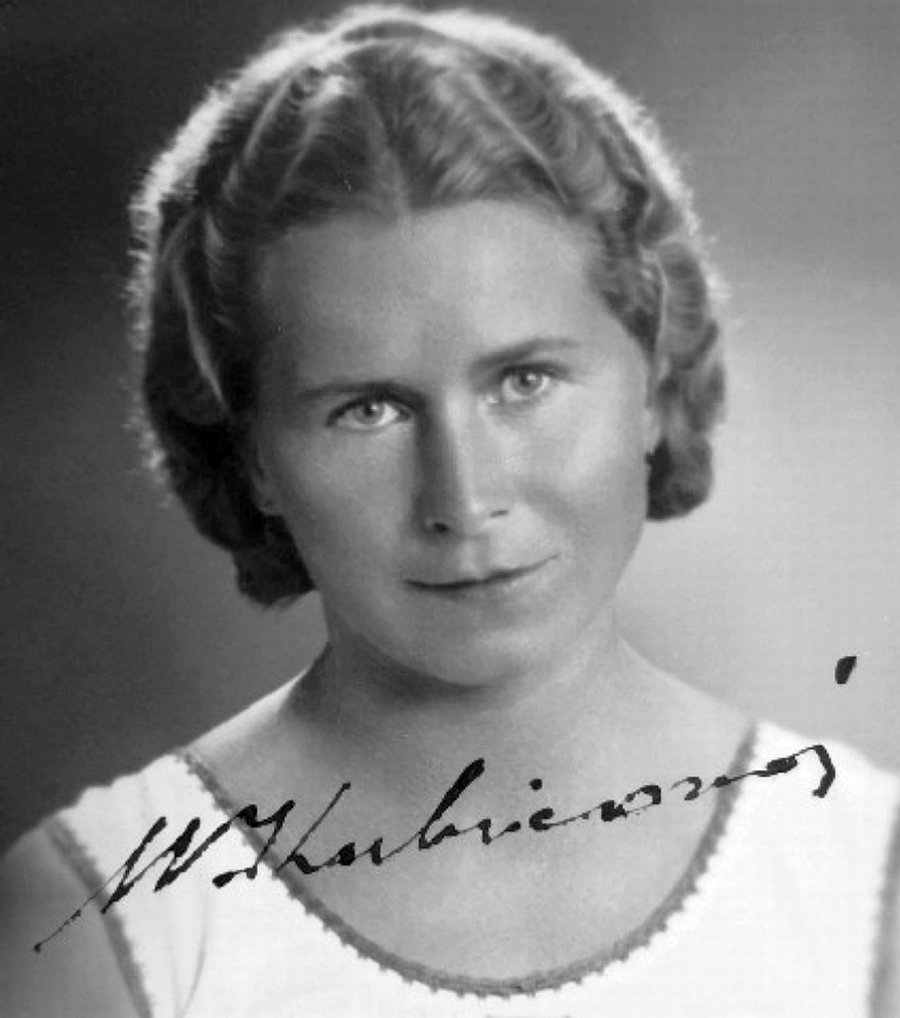
Jeho manželka Marie Kubicová

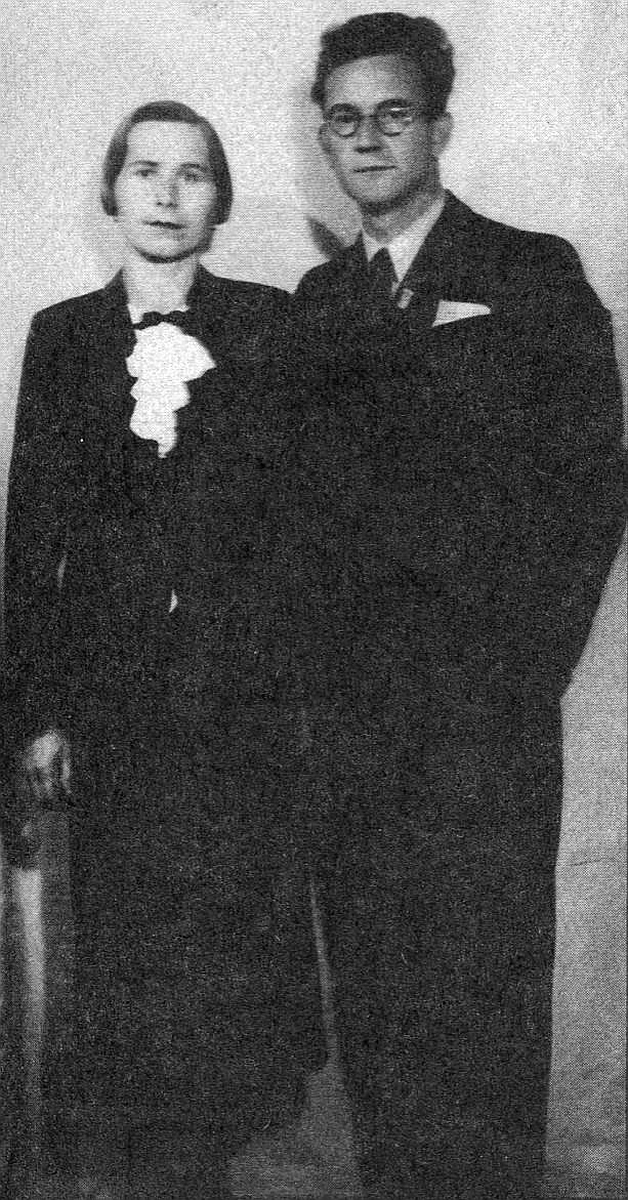
Manželé Kubicovi

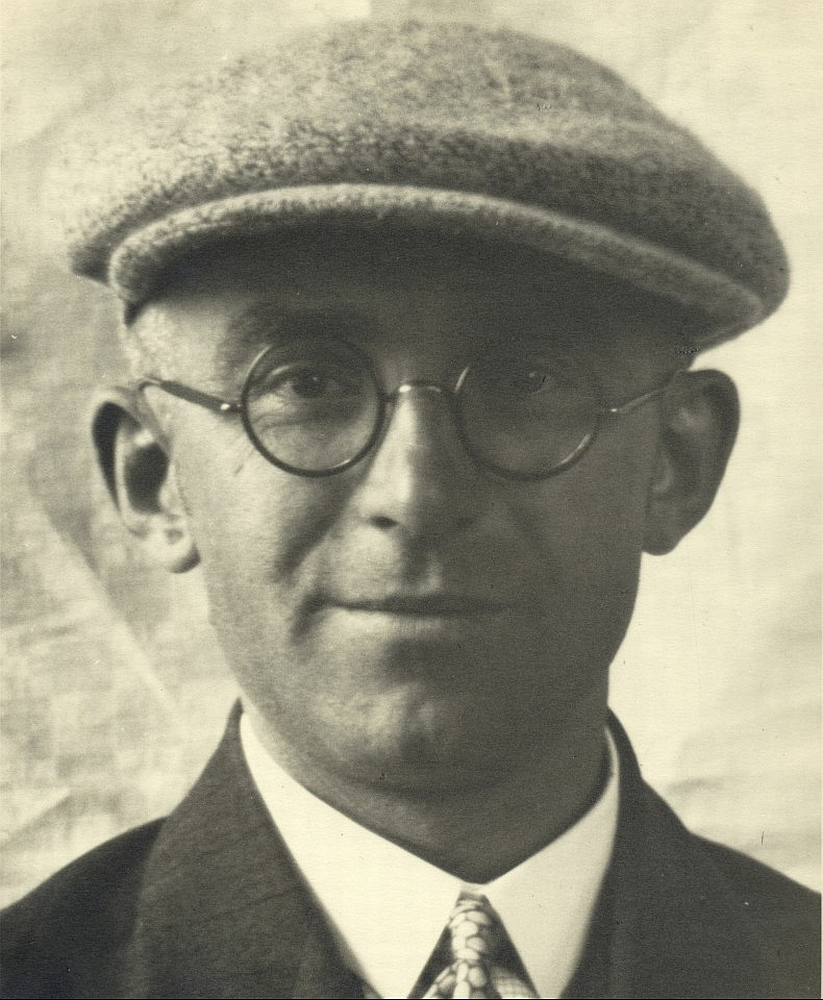
Jan Zelenka-Hajský

Bedřich Kubice (7. července 1900 Vídeň – 24. října 1942 koncentrační tábor Mauthausen) byl odborným učitelem a sokolským funkcionářem, který se za protektorátu zapojil do domácího protiněmeckého odboje. Byl členem sokolské ilegální skupiny Jindra a spolu se svojí manželkou Marií Kubicovou byli podporovateli parašutistů výsadku Anthropoid.

## Život

### Rodinný původ, Český dům, studium a učitelování
Bedřich Kubice se narodil 7. července 1900 ve Vídni. Obdobně jako v Podkrušnohoří i tam kolem roku 1900 žila významná česká menšina. Od Marie Vernerové koupil jeho otec Jan M. Kubice po návratu do Čech Český dům v Duchcově. Český dům byl v Duchcově otevřen v roce 1887 a byl v něm provozován původně hotel Union. Před první světovou válkou byl tento objekt hlavním centrem českého menšinového života na severu Čech. Po smrti Jana M. Kubiceho (v roce 1911) převzala odpovědnost za výchovu Bedřicha jeho matka, která jej nechala zapsat na reálné gymnázium v Lounech (nejbližší to české střední škole v oblasti). Bedřich Kubice maturoval v roce 1918, nějaký krátký čas ještě studoval v Praze, ale vrátil se zpět do Duchcova, kde se stal odborným učitelem na české měšťanské škole v Duchcově.

### Marie Lorencová
Dne 21. srpna 1936 se Bedřich Kubice oženil s Marií Lorencovou, se kterou se dobře celá léta znal. Marie Lorencová byla mimo jiné první přebornicí Svazu slovanského sokolstva v plavání. Na IX. olympijských hrách v Amsterodamu v roce 1928 reprezentovala tato gymnastka Československo. V Duchcově byla zvolena do funkce náčelnice Tělocvičné jednoty Sokol, kde Bedřich Kubice vykonával funkci zástupce starosty (tj. byl místostarostou duchcovského sokola) a později byl jednatelem Sokolské župy Krušnohorské-Kukaňovy, jejímž starostou byl na sklonku 30. let 20. století právě Jan Zelenka-Hajský.

### Ze Sudet do Prahy
U 5. pěšího pluku TGM na jihočeských hranicích se Bedřich Kubice v hodnosti rotmistra zúčastnil v roce 1938 mobilizace. Po podepsání Mnichovské dohody (30. září 1938) se Bedřich Kubice vrátil se svojí jednotkou do pražských Štefánikových kasáren, ale po záboru Sudet mu v Duchcově začínala být „horká půda pod nohama“. Jako přitěžující okolnost bylo rodině Kubiců vyčítáno vlastnictví Českého domu, který podle nacistů sehrál „neblahou roli při čechizaci města“. Kubiceho matka totiž provozovala „Český dům“, aby v Duchcově posílila českou menšinu a nemovitost vlastnila až do roku 1934, kdy zemřela a Bedřich s Marií se přestěhovali do „bažantnice“. V Duchcově se manželé Kubicovi stali terčem nenávisti duchcovských nacistů a před připojením k Říši svůj domov (spolu s řadou dalších vlastenců) opustili a přestěhovali se do Prahy.
Zprvu manželé Kubicovi bydleli dočasně (pod křídly obce sokolské) v pražském Tyršově domě. Marie Kubicová opustila Duchcov jen s nejnutnějšími osobními předměty a když se v prosinci roku 1938 odvážila k cestě do Duchcova pro nábytek, byla zadržena gestapem, vyslýchána, krátce zadržena ale propuštěna. Později (za protektorátu) bydleli Kubicovi v činžovním domě (Chotkův palác) na pražské adrese Hellichova 458/1.
Marie Kubicová se v Praze stala náčelnicí Sokolské župy Podbělohorské. V roce 1941 se manželům Kubicovým narodil syn Bedřich Kubice (* 1941 – 6. listopadu 1980).

### Aktivity a odbojová činnost v Praze
Po příchodu do Prahy se Bedřich Kubice zapojil do práce v obranném výboru České obce sokolské. V Tyršově domě v Praze vedl úřadovnu sokolské župy Krušnohorské-Kukáňovy, jejímž úkolem bylo postarat se o bezradné uprchlíky z Němci okupovaného českého pohraničí. Odtud už byl jen krok, aby se záhy (po nastolení protektorátu) aktivně zapojil do domácího odboje v rámci ilegální sokolské skupiny Jindra, jejíž radikální odnož vedl Jan Zelenka-Hajský. Po seskoku parašutistů se pak Bedřich Kubice začlenil do široké rodiny podporovatelů parašutistů z Londýna a zajišťoval jim vše, co potřebovali k ilegálnímu životu v protektorátu.
Po vzniku Protektorátu Čechy a Morava (po 15. březnu 1939) se Bedřich Kubice (spolu s Janem Zelenkou-Hajským, Václavem Novákem a Jaroslavem Pechmanem) účastnil ukrytí sokolského archivu na tajném místě. Bedřich Kubice byl za protektorátu zaměstnancem Zemské školní rady, která sídlila v měšťanském domě na pražské adrese Letenská 526/2. A právě zde, v Kubiceho kanceláři, se v roce 1939 (Zelenka, Novák a Pechman) scházeli a plánovali protiněmeckou odbojovou činnost.

### Zatčení, výslechy, věznění, ...
Po atentátu na Heydricha (27. května 1942), následné zradě Karla Čurdy (16. června 1942) a po rozhodujícím boji parašutistů v pravoslavném chrámu svatého Cyrila a Metoděje na Novém Městě pražském (18. června 1942) byl Bedřich Kubice poprvé zatčen gestapem počátkem července 1942. Tehdy absolvoval „jen“ noční výslech v Petschkově paláci a poté se zcela vysílený ještě vrátil domů.
Podruhé a definitivně byl gestapem zatčen 18. července 1942 ve své kanceláři v budově Zemské školní rady Byl spoután a odvlečen do pankrácké věznice a podroben zostřeným výslechům (s mučením) v Petschkově paláci. Ke svědectví jeho protiněmecké činnosti byli přizváni a vyslechnuti i někteří nacisté z Duchcova.
Jeho manželka Marie Kubicová byla zatčena až 28. srpna 1942.) Za několik dní po jejím zatčení byl příbuzným rodiny odebrán jejich jediný ani ne roční syn Bedřich Kubice (* 1941), byl dán na převýchovu a druhou světovou válku přežil (zemřel až koncem roku 1980).
Oba manželé Bedřich a Marie Kubicovi byli vyslýcháni v Petschkově paláci, zároveň věznění na Pankráci, odkud byli převezeni do věznice gestapa v malé pevnosti Terezín a odtud pak deportováni do koncentračního tábora Mauthausen, kde byli 24. října 1942 popraveni střelu do týla spolu s ostatními členy sokolské odbojové organizace Jindra.

## Připomínka
- V Duchcově připomíná manžele Marii a Bedřicha ulice „Kubicových“.[10]
- Jeho jméno i jméno jeho manželky (Marie Kubicová) je uvedeno na pamětní desce věnované členům malostranského Sokola padlých v letech 1939-45, umístěné na domě na adrese U Lanové dráhy 609/3, Praha 1.[11]
- Jeho jméno (Kubice Bedřich *7.7.1900) i jméno jeho manželky (Kubicová Marie roz. Lorencová *18.1.1905) je uvedeno na pomníku při pravoslavném chrámu svatého Cyrila a Metoděje (adresa: Praha 2, Resslova 9a). Pomník byl odhalen 26. ledna 2011 a je součástí Národního památníku obětí heydrichiády.[12][13][14]

## Galerie

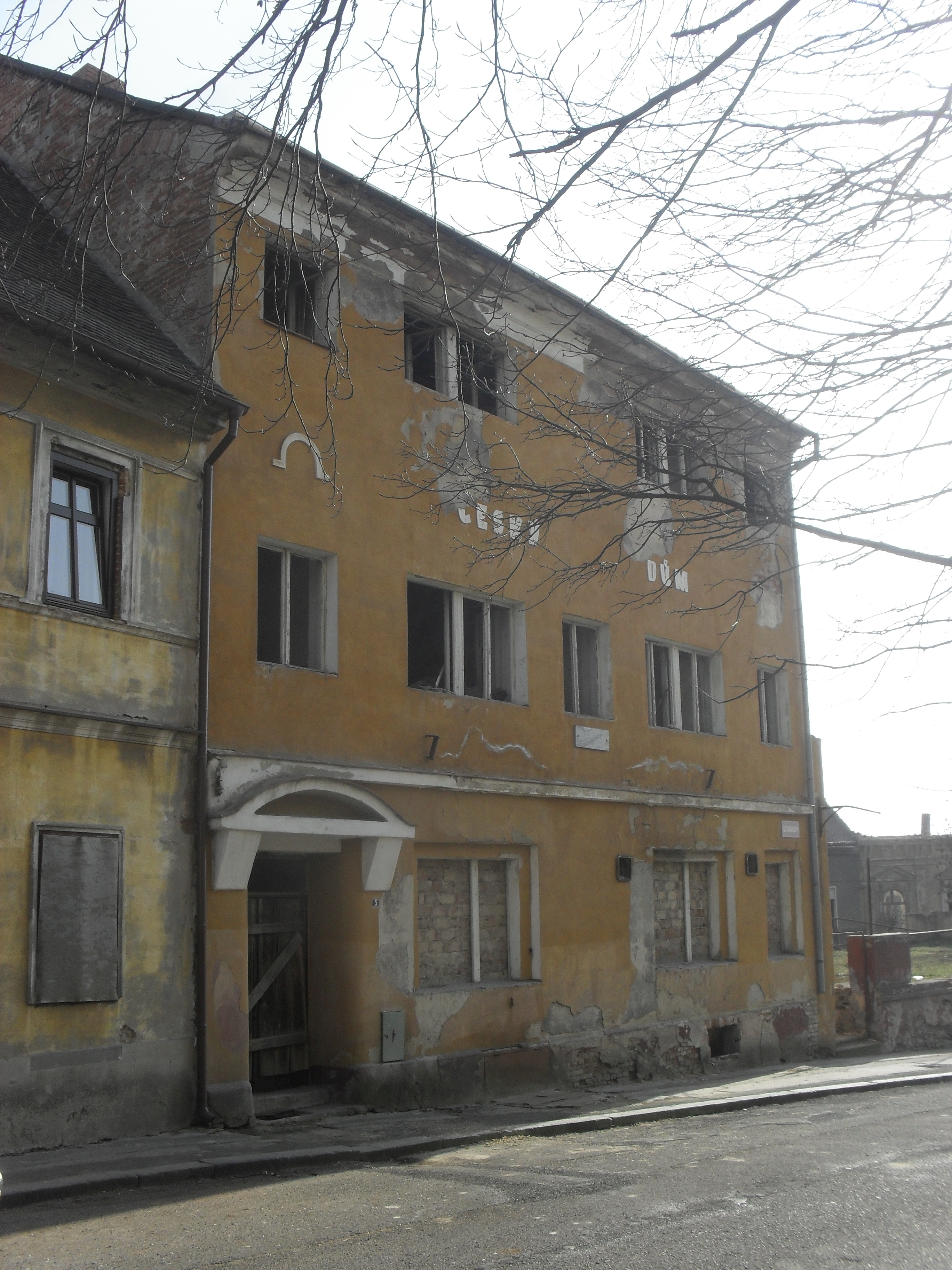
Český dům v Duchcově (rok 2014)[p. 1]
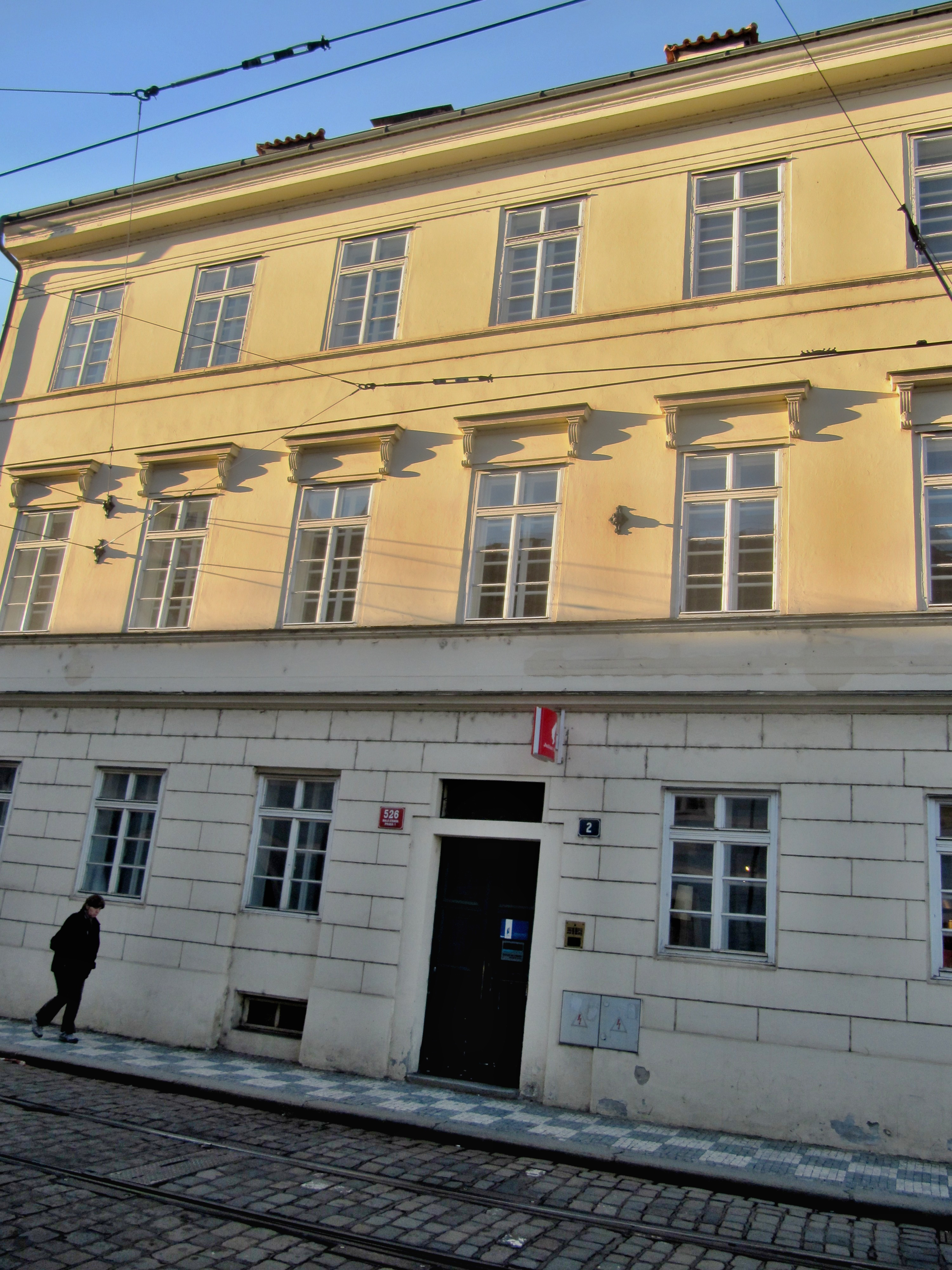
Měšťanský dům v Praze (Letenská 526/2), kde měl Bedřich Kubice kancelář (rok 2013)
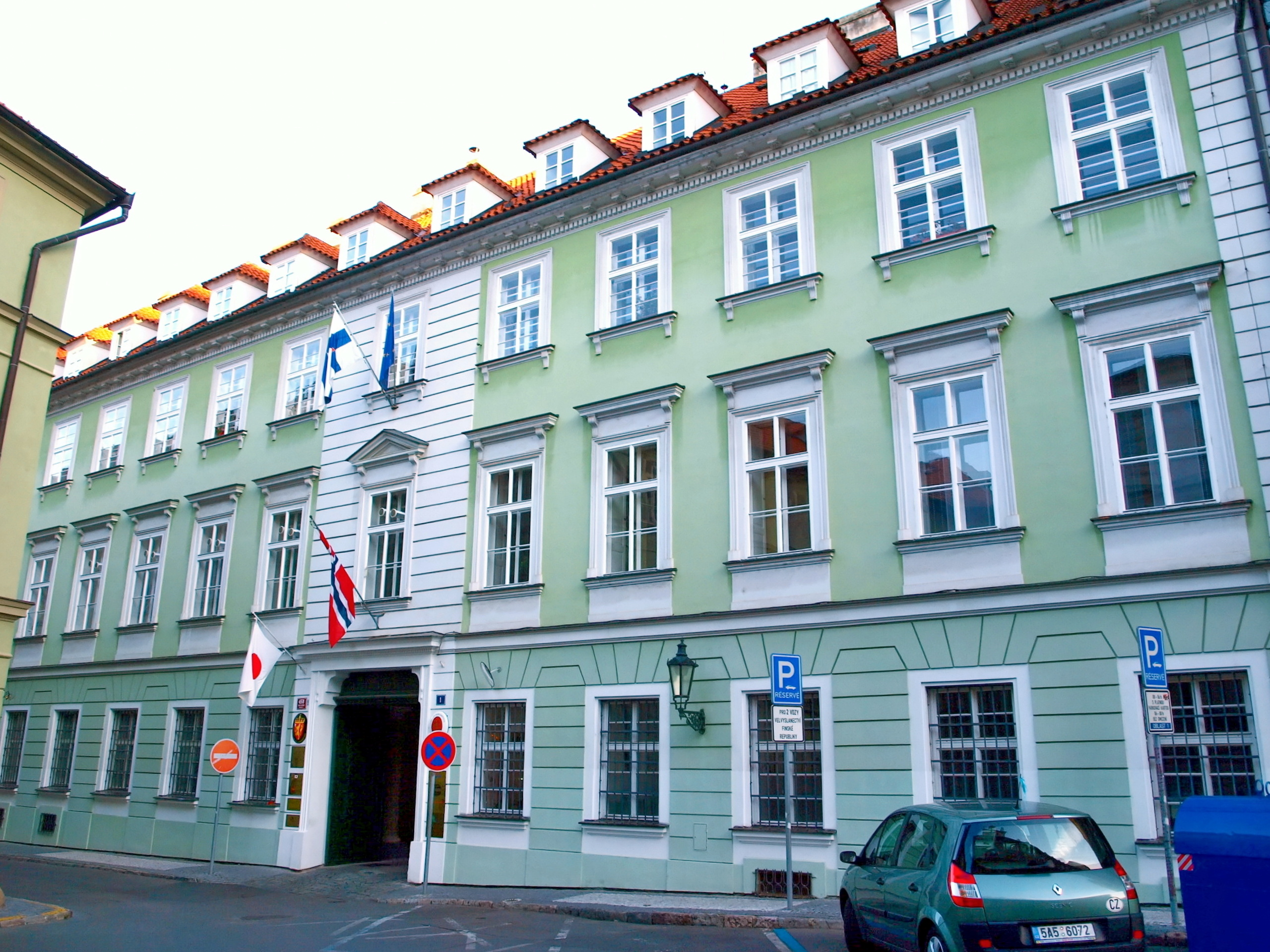
Chotkův palác na adrese Hellichova 458/1, kde Kubicovi bydleli (rok 2012)
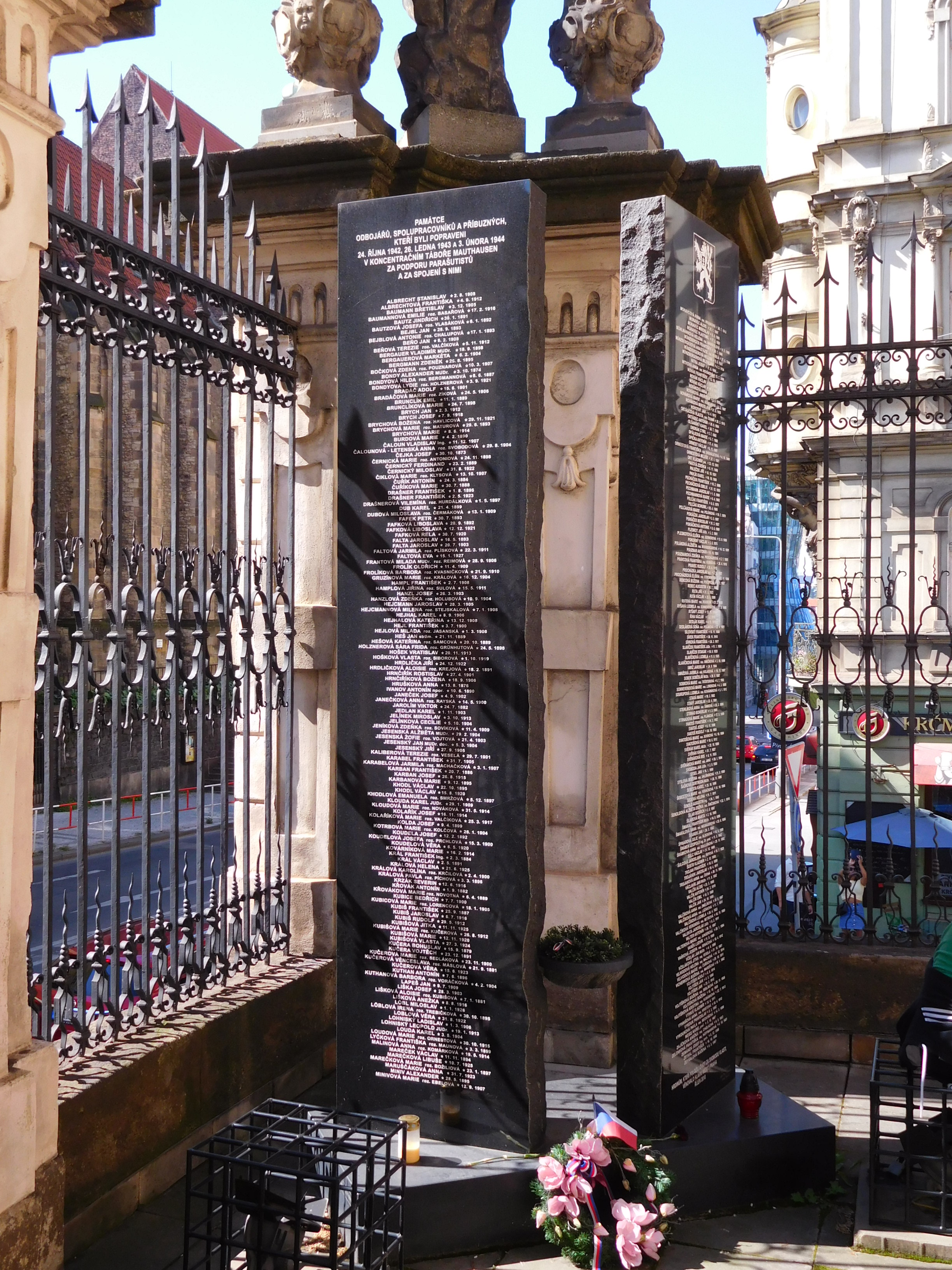
Pomník odbojářům popraveným a umučeným v souvislostí s operací Anthropoid (Resslova ulice)